# Lingue bihari
Le lingue bihari sono lingue della zona orientale delle lingue indoarie parlate in Asia e nei Caraibi.

## Distribuzione geografica
Secondo l'edizione 2009 di Ethnologue, le lingue bihari sono parlate da circa 90 milioni di persone. La maggior parte dei locutori si trova in India. Varie lingue bihari sono diffuse anche in Nepal. La lingua oraon sadri è attestata in Bangladesh.
Alle lingue bihari appartiene anche la lingua indostana caraibica, parlata da 165.600 persone in Suriname, Guyana e Trinidad e Tobago.

## Classificazione
Secondo Ethnologue le lingue bihari comprendono i seguenti idiomi:
- Lingua angika [codice ISO 639-3 anp]
- Lingua bhojpuri [bho]
- Lingua indostana caraibica [hns]
- Lingua kudmali [kyw]
- Lingua magahi [mag]
- Lingua maithili [mai]
- Lingua majhi [mjz]
- Lingua musasa [smm]
- Lingua panchpargania [tdb]
- Lingua oraon sadri [sdr]
- Lingua sadri [sck]
- Lingua surjapuri [sjp]